# Championnat de Tunisie masculin de volley-ball 1986-1987
Navigation
Saison précédente Saison suivante
Le championnat de Tunisie masculin de volley-ball 1986-1987 est la 32e édition à se tenir depuis 1956. Il est disputé par les douze meilleurs clubs du pays en deux phases : un aller simple et une phase de play-off et de play-out.
Le Club sportif sfaxien poursuit sa domination en conservant le championnat et la coupe de Tunisie. À l'effectif habituel composé de Mohamed Sarsar, Ghazi Mhiri, Adam Naïli, Kais Kharrat, Karray Benghazi, Msaddek Lahmar, Mohamed Hachicha, Khaled Keskes, Maher Keskes, Abdelaziz Ben Abdallah, Hédi Karray, Chedly Jellouli, Mohamed Ben Aouicha, Abdessalem Lejmi et Riadh El Euch, le nouvel entraîneur Hédi Karray associe les jeunes Hichem Ben Amira et Kais Derbel.
En bas du tableau, l'Aigle sportif d'El Haouaria et l'Étoile sportive du Sahel connaissent à nouveau la relégation et sont remplacés par l'Étoile sportive de Radès et le Stade sportif sfaxien.

## Division nationale

### Première phase
| Rang | Équipe                            | Points | Matchs | Victoires | Défaites | Sets pour | Sets contre |
| 1    | Avenir sportif de La Marsa        | 20     | 11     | 9         | 2        | 31        | 14          |
| -    | Club sportif sfaxien              | 20     | 11     | 9         | 2        | 27        | 12          |
| -    | Club olympique de Kélibia         | 20     | 11     | 9         | 2        | 27        | 12          |
| 4    | Étoile olympique La Goulette Kram | 19     | 11     | 8         | 3        | 26        | 15          |
| 5    | Saydia Sports                     | 18     | 11     | 6         | 5        | 28        | 19          |
| 6    | Club africain                     | 17     | 11     | 6         | 5        | 20        | 21          |
| 7    | Association sportive des PTT Sfax | 15     | 11     | 4         | 7        | 20        | 23          |
| 8    | Tunis Air Club                    | 15     | 11     | 4         | 7        | 14        | 26          |
| 9    | Espérance sportive de Tunis       | 14     | 11     | 3         | 8        | 19        | 26          |
| 10   | Aigle sportif d'El Haouaria       | 14     | 11     | 3         | 8        | 18        | 25          |
| 11   | Zitouna Sports                    | 14     | 11     | 3         | 8        | 14        | 27          |
| 12   | Étoile sportive du Sahel          | 12     | 11     | 1         | 10       | 9         | 31          |

### Play-off
| Rang | Équipe                            | Points | Matchs | Victoires | Défaites | Sets pour | Sets contre |
| 1    | Club sportif sfaxien              | 18     | 10     | 8         | 2        | 24        | 14          |
| 2    | Club africain                     | 17     | 10     | 7         | 3        | 24        | 13          |
| 3    | Étoile olympique La Goulette Kram | 16     | 10     | 6         | 4        | 24        | 16          |
| 4    | Avenir sportif de La Marsa        | 15     | 10     | 5         | 5        | 20        | 16          |
| 5    | Saydia Sports                     | 13     | 10     | 3         | 7        | 10        | 24          |
| 6    | Club olympique de Kélibia         | 10     | 10     | 1         | 9 (1F)   | 10        | 29          |

### Play-out
| Rang | Équipe                            | Points | Matchs | Victoires | Défaites | Sets pour | Sets contre |
| 1    | Espérance sportive de Tunis       | 20     | 10     | 10        | 0        | 30        | 4           |
| 2    | Association sportive des PTT Sfax | 18     | 10     | 8         | 2        | 24        | 12          |
| 3    | Zitouna Sports                    | 14     | 10     | 4         | 6        | 20        | 23          |
| 4    | Tunis Air Club                    | 14     | 10     | 4         | 6        | 16        | 23          |
| 5    | Aigle sportif d'El Haouaria       | 14     | 10     | 4         | 6        | 19        | 23          |
| 6    | Étoile sportive du Sahel          | 10     | 10     | 0         | 10       | 6         | 30          |

## Division 2
Quinze clubs répartis en deux poules participent à cette compétition.

### Poule A
- 1er : Étoile sportive de Radès
- 2e : Union sportive de Carthage
- 3e : Club sportif de Jendouba
- 4e : Association sportive des PTT
- 5e : Gazelec sport de Tunis
- 6e : Fatah Hammam El Ghezaz
- 7e : Union sportive de Bousalem
- 8e : Club athlétique bizertin

### Poule B
- 1er : Stade sportif sfaxien
- 2e : Club sportif de Hammam Lif
- 3e : Wided athlétique de Montfleury
- 4e : Union sportive monastirienne
- 5e : Union sportive des transports de Sfax
- 6e : Association sportive des PTT Kairouan
- 7e : Étoile sportive de Métlaoui
- Non engagés : Club sportif de la Garde nationale, Al Hilal et Avenir sportif de Béja

### Tournoi d'accession
Les deux premiers montent en division nationale :
- 1er : Étoile sportive de Radès
- 2e : Stade sportif sfaxien
- 3e : Club sportif de Hammam Lif
- 4e : Union sportive de Carthage